# Møgeltønder
Møgeltønder (Duits: Mögeltondern) is een dorp met 896 inwoners (2011) in het zuiden van Denemarken en behoort tot de regio Zuid-Denemarken.
Møgeltønder heeft ongeveer 1000 inwoners en ligt ten westen van Tønder in de gelijknamige gemeente.
Het dorp is oud en heeft een lange geschiedenis. Het monumentale kasteel Schackenborg dat in de 17e eeuw werd gebouwd op de ruïne van een kasteel van de bisschop van Ribe is daar een mooi voorbeeld van. Het kasteel was tot 2014 in bezit van de Deense prins Joachim.
De beroemde gouden Gallehus-hoorns, met daarop een van de oudste Germaanse runenteksten werden in de onmiddellijke nabijheid van Møgeltønder gevonden.
Omdat Møgeltønder een buitenplaats van de bisschop van Ribe was hoorde het grondgebied in tegenstelling tot dat van naburige plaatsen als Tønder vrijwel altijd tot het Deense koninkrijk.
De omgeving van Møgeltønder is vrij vlak en bestaat grotendeels uit voormalige veengrond en ingepolderde kwelders.

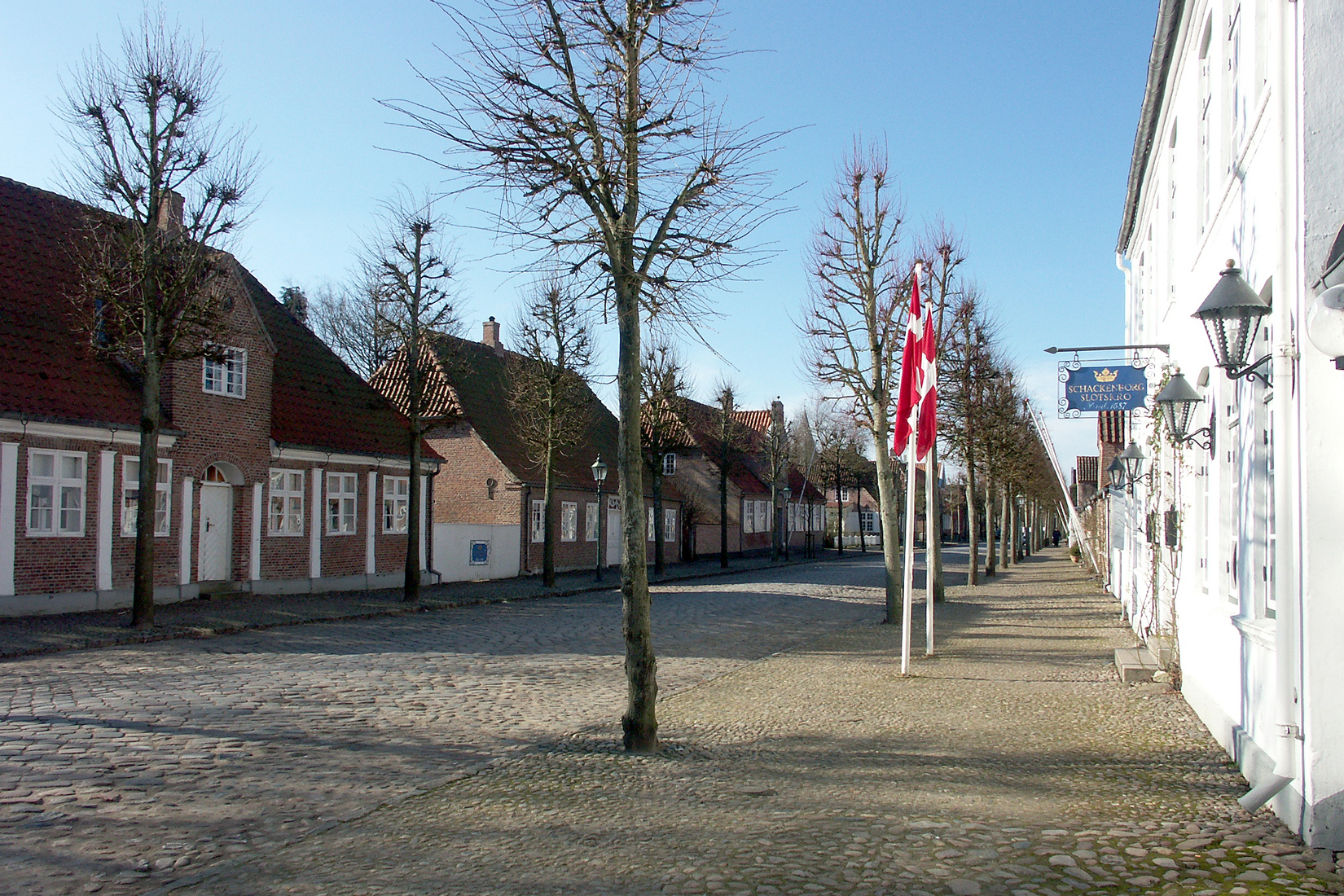
Møgeltønder
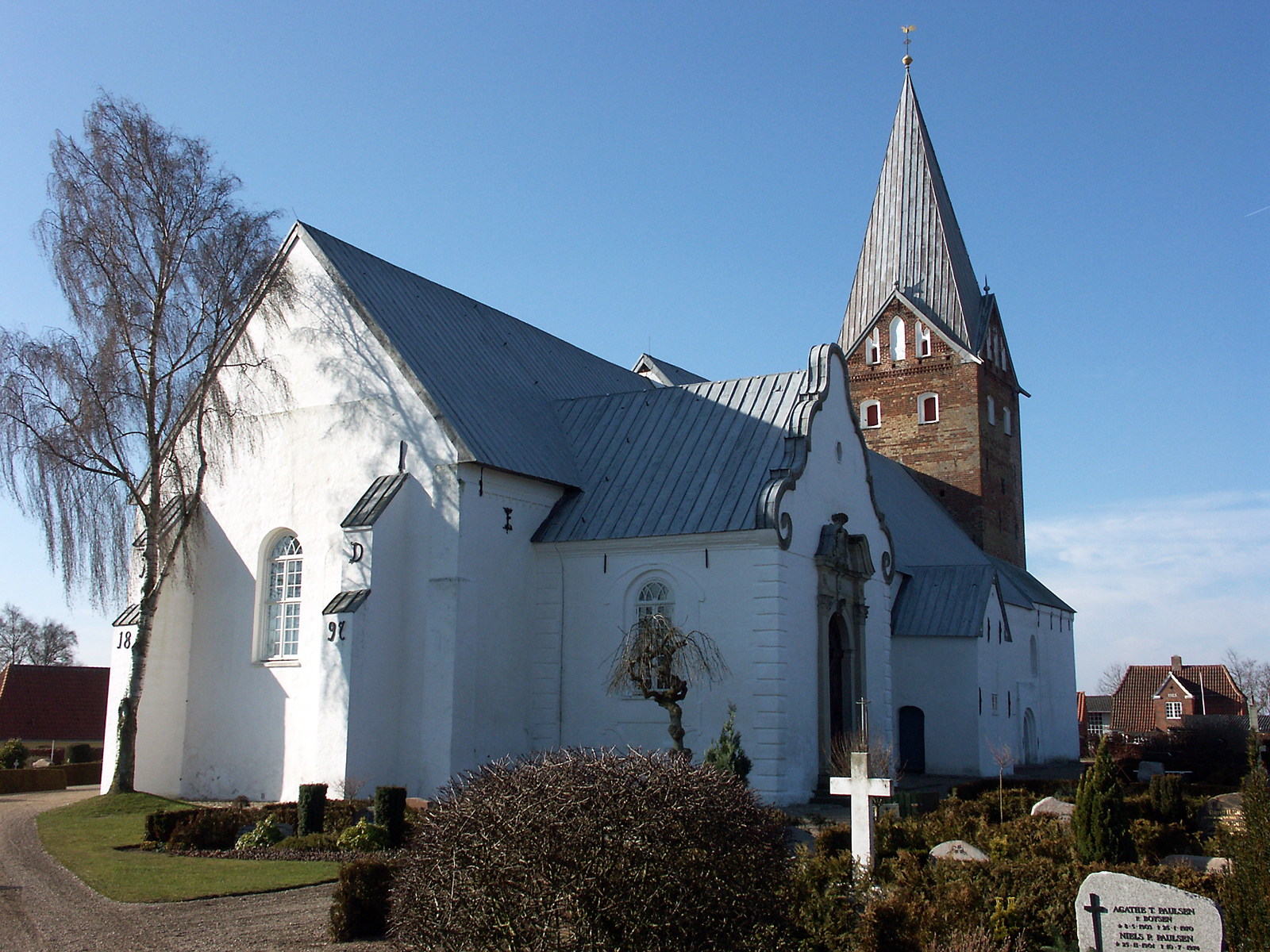
Kerk in Møgeltønder

- Library of Congress Control Number: n83003288
- Nationale Bibliotheek van Israël: 987007458561005171
- Virtual International Authority File: 144281186